# Кирюхин, Иван Иванович
Ива́н Ива́нович Кирю́хин (1880, Кулебаки, Нижегородская губерния — 1941, там же) — российский революционер и советский партийный деятель.

## Биография
Родился в 1880 году в селе (ныне город) Кулебаки Ардатовского уезда Нижегородской губернии. Поступил на работу на Кулебакский металлургический завод. В 1905 году вошёл в состав местной организации Российской социал-демократической рабочей партии. В ноябре 1917 года был избран делегатом на II Всероссийский съезд Советов рабочих и солдатских депутатов, по возвращения с которого был активным участником установления Советской власти в Кулебаках, Ардатове, Выксе и других близлежащих населённых пунктах. В 1920 году избирался делегатом на IX съезд РКП(б). Умер в 1940 году в Кулебаках, похоронен на местном братском кладбище.

## Память
Именем Ивана Ивановича Кирюхина названа одна из улиц города Кулебаки.